# Partito Popolare Tirolese
Il Partito Popolare Tirolese (in tedesco Tiroler Volkspartei) è un partito politico austriaco di ispirazione cattolica, collegato al Partito Popolare Austriaco.
Fu fondato nel 1918 ed ebbe origine dalla fusione dei movimenti conservatori e dei cristiano sociali tirolesi. Fin dal 1919 è il partito politico più votato in Tirolo, nel quale - salvo che dal 1999 al 2003 - detiene la maggioranza assoluta al parlamento regionale.
Un partito omonimo fu fondato nei territori del Tirolo annessi al Regno d'Italia, che alle elezioni politiche del 1921, in rappresentanza della popolazione di lingua tedesca, e in coalizione col Partito Libertario Tedesco, in un raggruppamento denominato Deutscher Verband, raccolse il 90% dei consensi ed elesse quattro rappresentanti alla Camera dei deputati del Regno d'Italia (Eduard Reut-Nicolussi, Karl Tinzl, Friedrich von Toggenburg e Wilhelm von Walther). Sciolto sotto il Fascismo nel 1922, nel 1945 venne rifondato sotto il nome di Südtiroler Volkspartei.